# Вілоксазин
Вілоксазин (англ. Viloxazine), який продається під торговою маркою «Келбрі» — селективний інгібітор зворотного захоплення норадреналіну, який використовується для лікування синдрому дефіциту уваги з гіперактивністю в дітей і дорослих. Він продавався протягом майже 30 років як антидепресант для лікування депресії, перш ніж був знятий з продажу, і згодом перепрофільований для лікування синдрому дефіциту уваги з гіперактивністю. Вілоксазин застосовують перорально. Він використовувався як антидепресант у формі негайного вивільнення, і використовується при синдромі дефіциту уваги з гіперактивністю у формі з пролонгованим виділенням, із ефективністю, порівняною з атомоксетином і метилфенідатом.
Побічними ефектами вілаксазину є безсоння, головний біль, сонливість, втома, нудота, блювання, зниження апетиту, сухість у роті, запор, дратівливість, тахікардія та артеріальна гіпертензія. Зрідка препарат може спричинювати суїцидальні думки та поведінку. Він також може активувати манію або гіпоманію в осіб з біполярним розладом. Вілоксазин діє як селективний інгібітор зворотного захоплення норадреналіну. Форма з негайним вивільненням має період напіввиведення 2,5 години, а період напіввиведення форми з пролонгованим вивільненням становить 7 годин.
Вілоксазин був вперше описаний у 1972 році, і був представлений на ринку як антидепресант у Європі в 1974 році. На той час він не продавався в США. Продаж препарату було припинено в 2002 році з комерційних причин. Однак вілоксазин було перепрофільовано для лікування синдрому дефіциту уваги з гіперактивністю, і знову виведено у продаж у США у квітні 2021 року. Вілоксазин не є стимулюючим препаратом; немає відповідальності за неправильне використання цього препарату, та він не є контрольованою речовиною.

## Медичне застосування

### Синдром дефіциту уваги з гіперактивністю
Вілоксазин показаний для лікування синдрому дефіциту уваги з гіперактивністю у дітей віком від 6 до 12 років, підлітків віком від 13 до 17 років та дорослих. Аналіз даних клінічних досліджень показує, що вілоксазин спричинює помірне зменшення симптомів; він приблизно такий же ефективний, як атомоксетин і метилфенідат, але має менше побічних ефектів.

### Депресія
Вілоксазин раніше продавався як антидепресант для лікування великого депресивного розладу. Вважається, що він ефективний при легкій та помірній, а також важкій депресії з або без супутніх симптомів. Типовий діапазон доз для лікування депресії становив від 100 до 400 мг на день у розділених дозах, які вводили зазвичай 2—3 рази на день.

### Доступні форми
Вілоксазин доступний для лікування синдрому дефіциту уваги з гіперактивністю у формі капсул із пролонгованим вивільненням по 100, 150 та 200 мг. Ці капсули можна відкрити та посипати в їжу для легшого прийому.

## Побічні ефекти
Найчастішими побічними ефектами є сонливість, головний біль і втрата апетиту. Психіатричні побічні ефекти виникають приблизно в 20 % випадків, найпоширенішим з них є дратівливість (>5 %). Іншими поширеними побічними ефектами є нудота, блювання, біль в епігастральній ділянці, безсоння та підвищення лібідо. Частота деяких побічних ефектів, включаючи головний біль і сонливість, залежить від дози. При лікуванні депресії вілоксазин краще переноситься, ніж трициклічні антидепресанти, такі як іміпрамін і амітриптилін.
У всьому світі було зареєстровано 3 випадки судом при застосуванні вілоксазину, і більшість досліджень на тваринах (і клінічних досліджень, які включали пацієнтів з епілепсією) показали наявність протисудомних властивостей, тому вілоксазин не є повністю протипоказаним пацієнтам з епілепсією.

## Взаємодії
Вілоксазин підвищував рівень фенітоїну в плазмі в середньому на 37 %. Також відомо, що він значно підвищує рівень теофіліну в плазмі крові та зменшує його виведення з організму, що іноді призводить до випадкового передозування теофіліну.

## Фармакологія

### Фармакодинаміка
Вілоксазин діє як селективний інгібітор зворотного захоплення норадреналіну, і вважається, що це відповідає за його терапевтичну ефективність у лікуванні таких станів, як синдром дефіциту уваги з гіперактивністю і депресія. Спорідненість (KD) вілоксазину з транспортерами моноамінів людини становить від 155 до 630 нМ для транспортера норадреналіну, 17 300 нМ для серотонінового транспортера, і >100 000 нМ для транспортера дофаміну. Вілоксазин має незначну спорідненість з різними оціненими рецепторами, включаючи серотоніновими рецепторами 5-HT1A і 5-HT2A, рецептора дофаміну D2, α1- і α2-адренорецепторів, гістаміновим рецептором H1 та мускариновими ацетилхоліновими рецепторами (усі >10 000 нМ).
Останні дослідження показали, що фармакодинаміка вілоксазину може бути складнішою, ніж передбачалося раніше. У 2020 році повідомлялося, що вілоксазин має значну спорідненість з серотоніновими 5-HT2C і 5-HT2C-рецепторами (Ki = 3900 нМ і 6400 нМ), і діє відповідно як антагоніст і агоніст цих рецепторів. Він також продемонстрував слабку антагоністичну активність щодо рецептора серотоніну 5-HT7 і α1B- і β2-адренорецепторів. Ці дії, хоча й відносно слабкі, можуть бути залучені в його вплив і, можливо, його терапевтичну ефективність у лікуванні синдрому дефіциту уваги з гіперактивністю.

### Фармакокінетика

#### Всмоктування
Біодоступність вілаксазину з пролонгованим вивільненням порівняно з формою з миттєвим вивільненням становила близько 88 %. Піковий рівень і площа під кривою вілоксазину пролонгованого вивільнення пропорційні в діапазоні дозування від 100 до 400 мг один раз на день. Час досягнення максимального рівня препарату в крові становить 5 годин з діапазоном від 3 до 9 годин після одноразової дози 200 мг. Їжа з високим вмістом жиру помірно знижує рівень вілоксазину, та затримує час досягнення піку приблизно на 2 години. Стаціонарні рівні вілаксазину досягаються через 2 дні прийому один раз на добу, накопичення препарату не відбувається. Рівні вілоксазину приблизно на 40—50 % вищі у дітей віком від 6 до 11 років порівняно з дітьми віком від 12 до 17 років.

#### Розподіл
Зв'язування вілаксазину з білками плазми крові становить 76–82 % у діапазоні концентрацій від 0,5 до 10 мкг/мл.

#### Метаболізм
Метаболізм вілоксазину відбувається головним чином через фермент CYP2D6 цитохрому Р-450 і УДФ-глюкуронілтрансферази UGT1A9 і UGT2B15. Основним метаболітом вілоксазину є 5-гідроксивілоксазину глюкуронід. Рівні вілоксазину дещо вищі у пацієнтів із повільним метаболізмом CYP2D6 порівняно з тими, хто швидко метаболізує CYP2D6.

#### Виведення
Виведення вілоксазину відбувається переважно нирками. Приблизно 90 % дози виводиться із сечею протягом 24 годин, і менше 1 % дози виділяється з калом. Період напіввиведення вілоксазину з миттєвим вивільненням становить від 2 до 5 годин (2-3 години в найбільш надійних дослідженнях), а період напіввиведення вілаксазину з пролонгованим вивільненням становить 7,02 ± 4,74 години.

## Хімічні властивості
Вілоксазин — це рацемічна сполука з двома стереоізомерами, причому (S)-(–)-ізомер у 5 разів фармакологічно активніший за (R)-(+)-ізомер.

## Історія
Вілоксазин був відкритий вченими з «Imperial Chemical Industries», коли вони виявили, що деякі бета-блокатори пригнічують активність інгібітора зворотного захоплення серотоніну в мозку у високих дозах. Щоб покращити здатність цих сполук долати гематоенцефалічний бар'єр, вони замінили етаноламіновий бічний ланцюг бета-блокаторів на морфолінове кільце, що призвело до синтезу вілоксазину. У науковій літературі він був уперше описаний у 1972 році.
Препарат вперше вийшов на ринок у 1974 році. Вілоксазин початково не був схвалений для медичного використання FDA. У 1984 році FDA присвоїло препарату статус орфанного препарату для лікування катаплексії та нарколепсії з попередньою торговою маркою «Кататрол». З невідомих причин, однак, він ніколи не був схвалений або представлений для цих показань у США. Вілоксазин був вилучений зі світових ринків у 2002 році з комерційних причин, не пов'язаних з ефективністю чи безпекою.
Станом на 2015 рік компанія «Supernus Pharmaceuticals» розробляла препарати вілоксазину з пролонгованим вивільненням для лікування синдрому дефіциту уваги з гіперактивністю і великого депресивного розладу під назвами SPN-809 і SPN-812. Вілоксазин був схвалений для лікування синдрому дефіциту уваги з гіперактивністю в США у квітні 2021 року.
Переваги вілоксазину оцінювали в 3 клінічних дослідженнях, у тому числі у 2 у дітей (віком від 6 до 11 років) і одному у підлітків (віком від 12 до 17 років) із синдромом дефіциту уваги з гіперактивністю. У кожному дослідженні педіатричні учасники були випадковим чином розподілені для отримання однієї з двох доз вілоксазину або плацебо один раз на день протягом 6-8 тижнів. Жоден з учасників, їхні батьки/опікуни, спонсор дослідження чи лікарі дослідження не знали, що отримував учасник під час дослідження. Тяжкість симптомів синдрому дефіциту уваги з гіперактивністю, що спостерігалися на останньому тижні лікування, була значно більшою в учасників, які отримували плацебо, порівняно з учасниками, які отримували вілоксазин. Тяжкість симптомів синдрому дефіциту уваги з гіперактивністю оцінювали за допомогою шкали оцінки синдрому дефіциту уваги з гіперактивністю 5-го видання (ADHD-RS-5). Четверте дослідження надало інформацію про безпеку вілоксазину у підлітків віком від 12 до 17 років із синдромом дефіциту уваги з гіперактивністю. FDA схвалив вілоксазин на основі даних кількох клінічних досліджень із 1289 учасниками із синдромом дефіциту уваги та гіперактивності. Дослідження проводилися в 59 центрах у США.

## Суспільство і культура

### Торгові марки
Вілоксазин продається під торговими марками «Emovit», «Келбрі», «Vicilan», «Viloxazin», «Viloxazina», «Viloxazinum», «Vivalan» і «Vivarint».

## Дослідження
Вілоксазин пройшов два рандомізовані контрольовані дослідження нічного енурезу в дітей, обидва проти іміпраміну. До 1990 року він розглядався як менш кардіотоксична альтернатива іміпраміну, та був особливо ефективним у тих, хто погано засинає.
Було показано, що при нарколепсії вілоксазин пригнічує допоміжні симптоми, такі як катаплексія, а також ненормальний період швидкого сну без значного покращення денної сонливості. У перехресному дослідженні (56 учасників) вілоксазин значно зменшив денну сонливість і катаплексію.
Вілоксазин також досліджувався для лікування алкоголізму з певним успіхом.
Вілоксазин не продемонстрував ефективності в подвійному сліпому рандомізованому контрольованому дослідженні порівняно з амісульпридом у лікуванні дистимії.